# Бастионная система укреплений

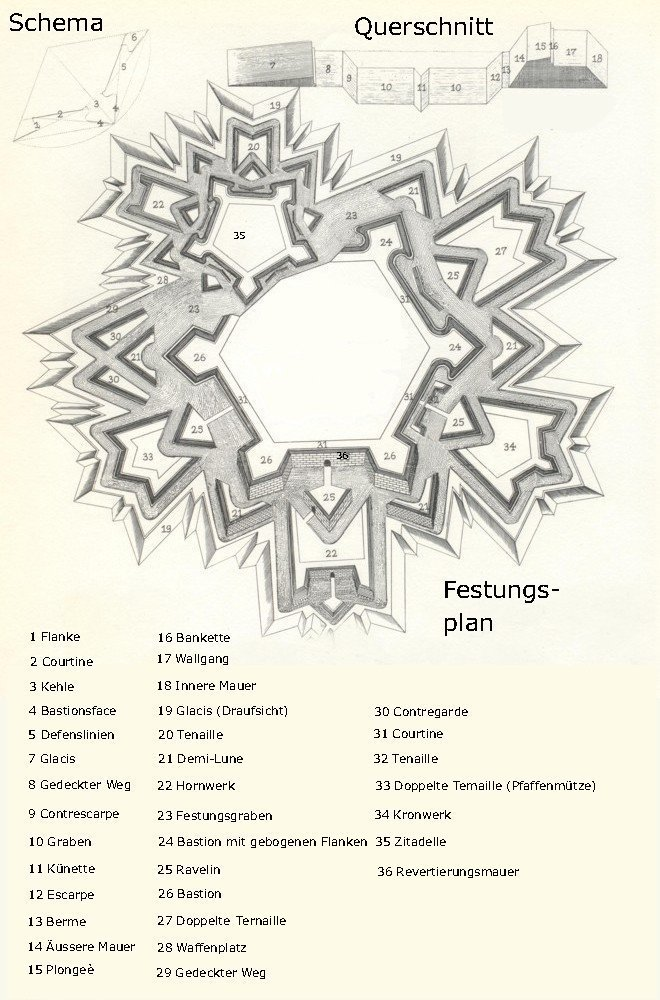
Фортификационные сооружения в общем виде

Бастио́нная систе́ма укрепле́ний (с фр. bastion, итал. bastione, от итал. bastia — «башенное укрепление», «бастея»; также крепость-звезда или звёздная крепость от лат. Fortalitia stellaris, буквально — «звёздчатая крепость») — система фортификационных сооружений, пришедшая на смену средневековой фортификации. Бастионная система представляет собой земляной вал (куртину) с бастионами и равелинами, часто дополняющийся рвом (с водой или сухим). При взгляде сверху бастионная система имеет звездообразную форму (откуда одно из названий).
Бастионная система использовалась как при строительстве относительно небольших фортов и крепостей, так и в роли городских оборонительных сооружений.
Другое описательное название данного вида оборонного зодчества в ряде европейских языков — «итальянский обвод» (фр. Trace italienne).

## История

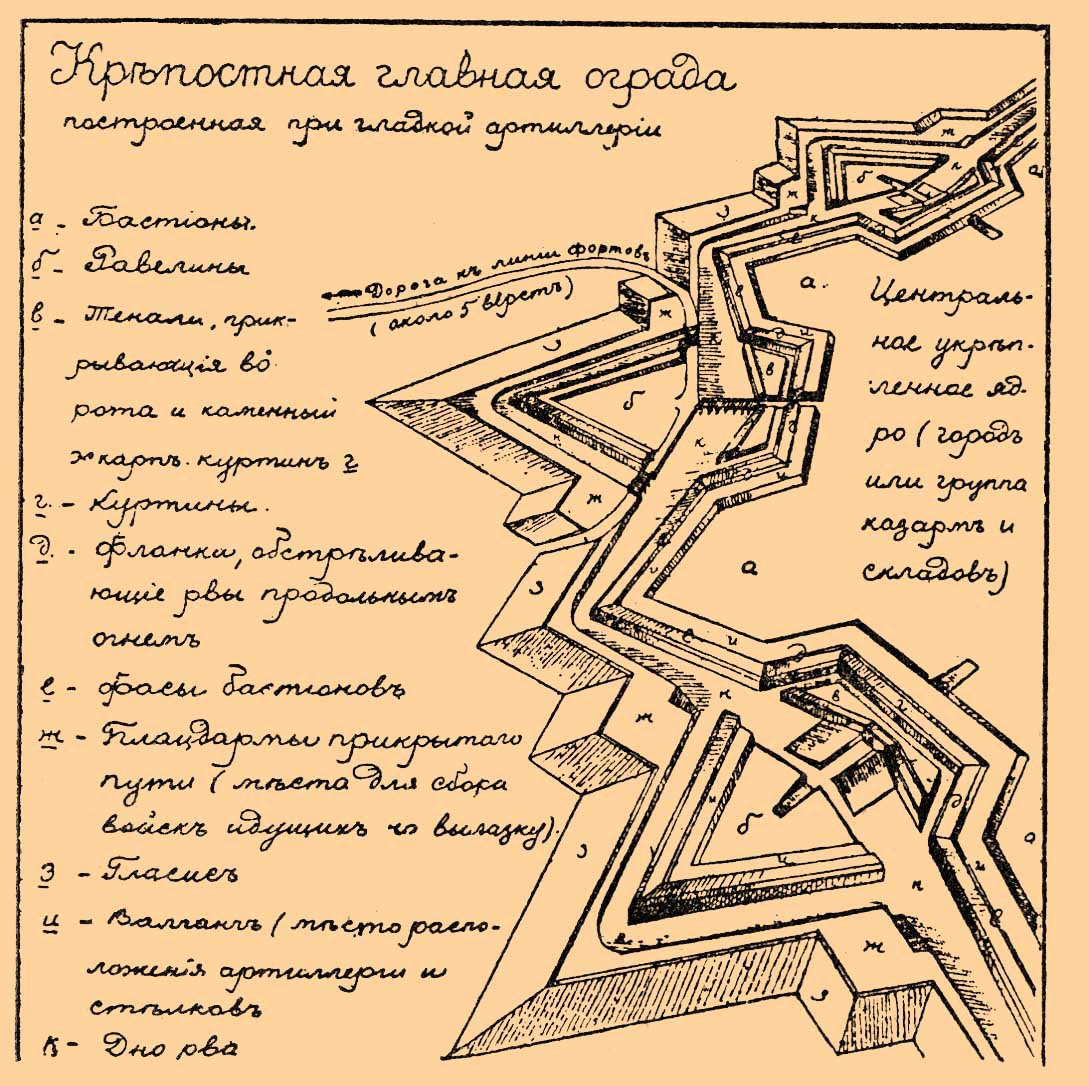
Иллюстрация из энциклопедического словаря Брокгауза и Ефрона

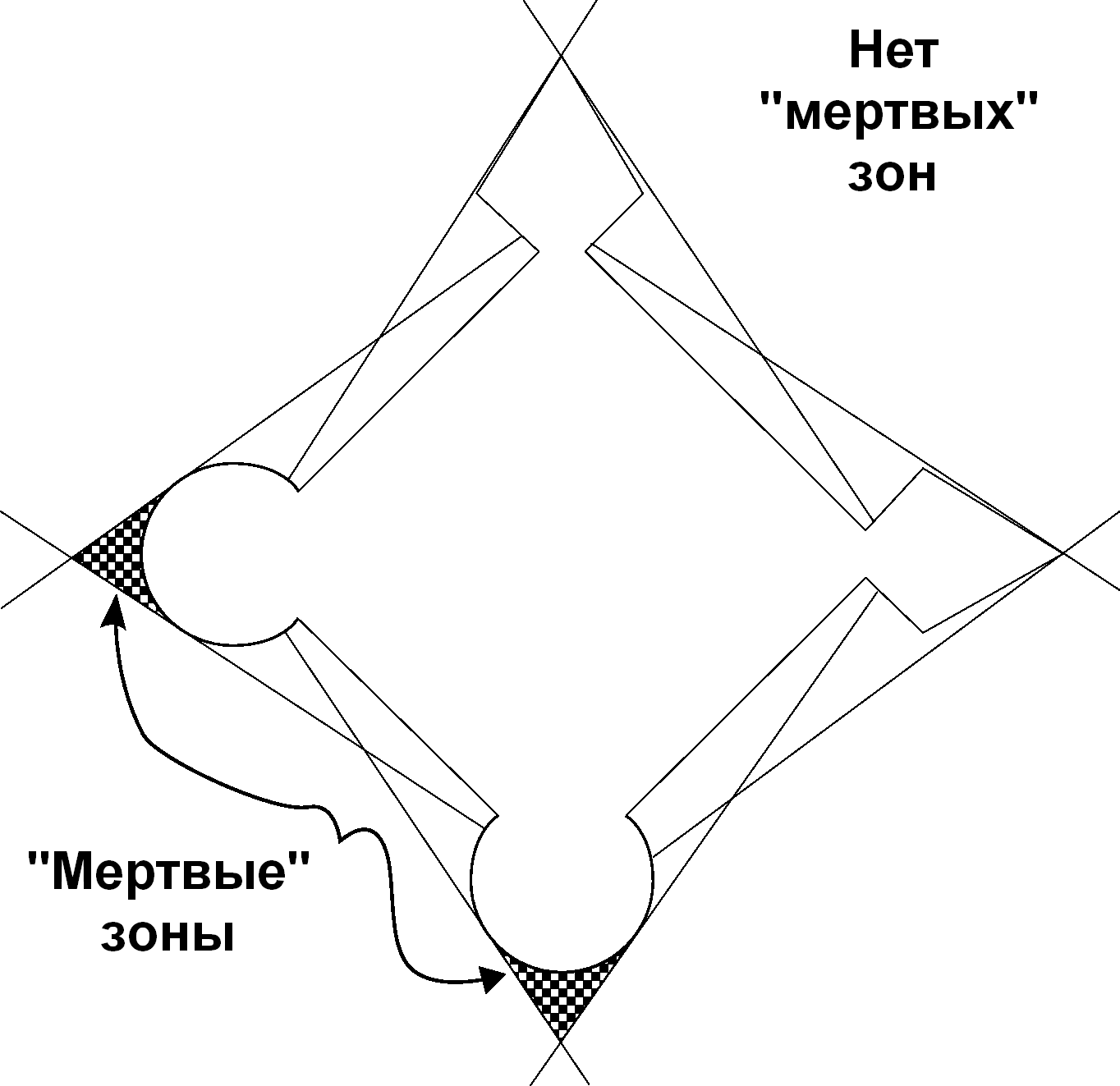
Отсутствие «мёртвых» зон обстрела в бастионной системе, в сравнении с круглыми башнями.

Появление бастионной фортификации было связано с развитием артиллерии. Средневековые оборонительные сооружения (городские стены и башни) плохо выдерживали артиллерийский обстрел.
Бастионная система крепостей развилась на основе бастей (ронделей), что были изобретены в начале XVI века немецким инженером Альбрехтом Дюрером как наиболее дешевый и простой способ дополнительной защиты крепости. Хоть изобретение бастей и приписывают Альбрехту Дюреру (ограду городов он предлагал укреплять ронделями, которые он называл бастеями), но, учитывая то, что разработкой бастей занималось и множество его предшественников, правильнее будет сказать, что А. Дюрер систематизировал и научно обосновал применение бастей в Западной Европе.
Стены стали строить ниже и толще, иногда даже из земли и только облицовывали камнем. Вместо башен стали возводить пятиугольные бастионы, поначалу небольшого размера. Две передних стороны бастиона назывались фасами, две боковые фланками, тыльная, обращённая к крепости сторона — горжей. Бастионы позволяли эффективней обстреливать с фланга подступы к куртине. Прямые стены бастионов (в отличие от ронделей) позволяли всей артиллерии фланка концентрировать огонь на одной цели. Со временем бастионы строили всё больших размеров, для прикрытия куртины между ними стали устраивать равелины. Если первоначально осаждающие вели атаку на куртину между двумя бастионами, то позже стали атаковать один из бастионов. Бастионы могли быть целиком каменными, кирпичными, земляными облицованными камнем, или вовсе только земляными.
Бастионная система появилась в конце XV века (папский порт Чивитавеккья) и в XV—XVI веках распространилась по Европе. Едва ли не первой крепостью в форме правильной звезды были обновлённые Микеланджело укрепления Флоренции; впоследствии этот замысел повторили Сангалло при проектировании замка Капрарола, Скамоцци при строительстве крепости Пальманова и Микеле Санмикели в 1527 году в Вероне. Отсюда другое описательное название данной системы крепостного строительства в ряде европейских языков — «итальянский обвод» (фр. Trace italienne).
В XVII веке бастионную систему укреплений совершенствовал выдающийся французский инженер-фортификатор Себастьен Вобан.
В Россию идея земляных крепостей с бастионной системой, близкой к итальянской, проникла через Польшу и Великое княжество Литовское, где довольно часто использовалась итальянская бастионная система. У многих форм польской дерево-земляной фортификации находятся аналогии в России. Подобным способом, например, укрепляли башни крепостей, возведенных по приказу Ивана IV в третьей четверти XVI века, в ходе Ливонской войны, в районе полоцких крепостей — в Туровле, Суше, Красном, Козьяне, Ситне, Соколе.
В 1580 году Джиованни Баттиста Каваллери сделал ряд гравюр с рисунков Станислава Пахоловича, секретаря походной канцелярии короля Стефана Батория, где «многие башни полоцких крепостей изображены стоящими на каких-то полукруглых насыпях, с пушечными амбразурами. Это и есть, очевидно, нижние этажи башен, прикрытые снаружи одернованными земляными присыпками».
У такой фортификационной формы были значительные недостатки — невозможность сосредоточения огня и слабое фланкирование куртины — участка между бастионами. Поэтому к концу XV — второй четверти XVI в. её превращают в дерево-земляную постройку пятиугольной формы — бастион. Систем бастионной фортификации было несколько — голландская система Кегорна, французская система маршала маркиза де Вобана, немецкая школа Георга Римплера, итальянская.
Фортификационные сооружения бастионного типа продолжали сооружать до середины XIX века (например Второе вальное укрепление в Кёнигсберге, построено в 1850-х годах). С развитием дальнобойной артиллерии бастионная система устарела к началу XX века. Ещё до Первой мировой войны бастионные оборонительные сооружения многих городов были срыты.

## Виды укреплений

### Бастион

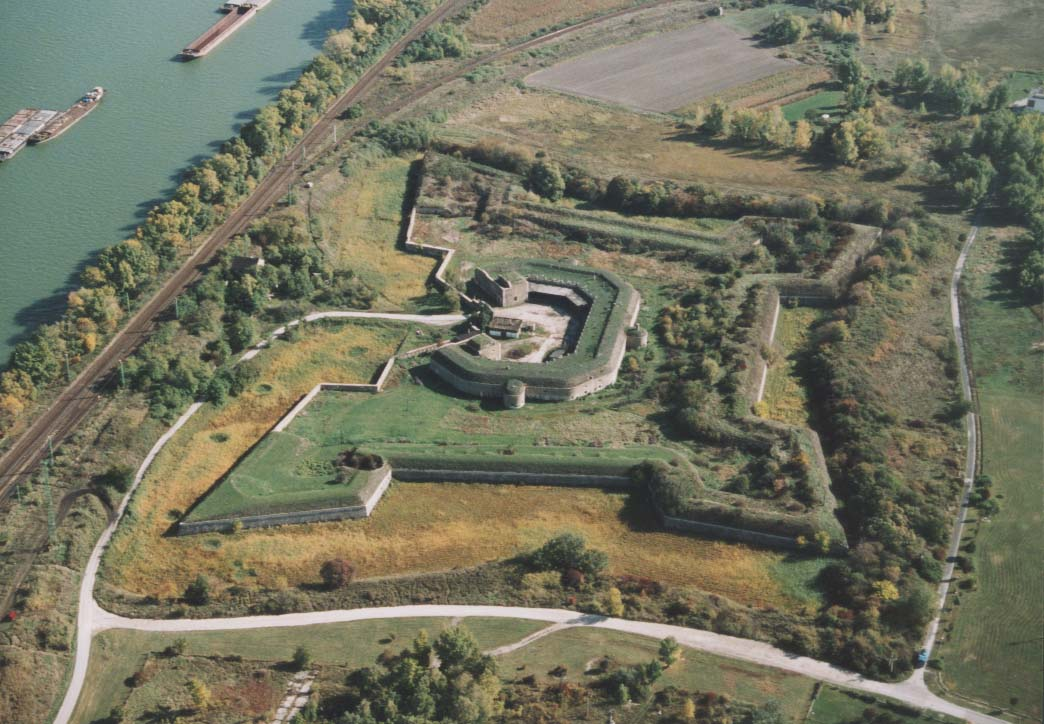
Бастионы крепости Комарно

Бастио́н (итал. bastionato — всякая выступающая постройка) — пятистороннее долговременное укрепление, возводившееся на углах крепостной ограды. Представляет собой люнет с двумя фасами (передними сторонами), двумя фланками (боковыми сторонами) и открытой горжей (тыльной стороной).
Обращённые друг к другу части двух соседних бастионов и соединяющий их участок ограды — куртина — образовывали бастионный фронт. Шпиц бастиона — исходящий угол бастиона.

### Равелин

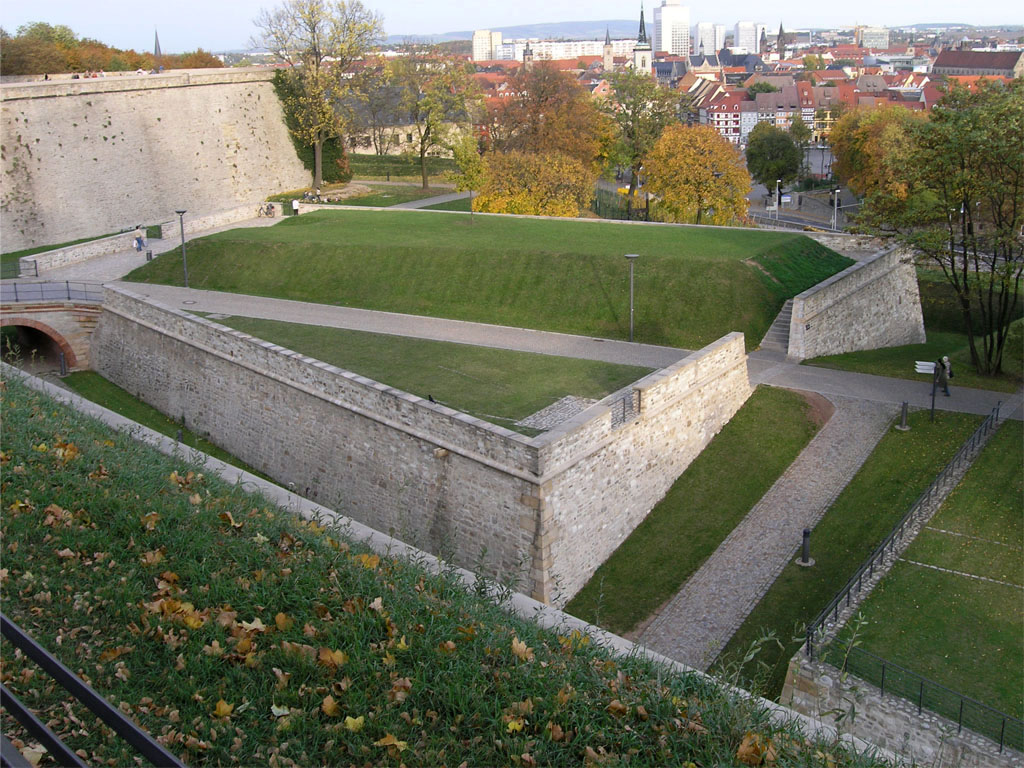
Равелин цитадели Петерсберг в Эрфурте

Равелин (лат. ravelere — отделять) — фортификационное сооружение треугольной формы, располагавшееся перед куртиной впереди крепостного рва в промежутке между бастионами, служащее для перекрёстного обстрела подступов к крепостному обводу, поддержки своим огнём соседних бастионов.
Стены равелина, как правило, были на метр-полтора ниже стен центральной крепости, чтобы в случае захвата равелина облегчить его обстрел.

### Куртина

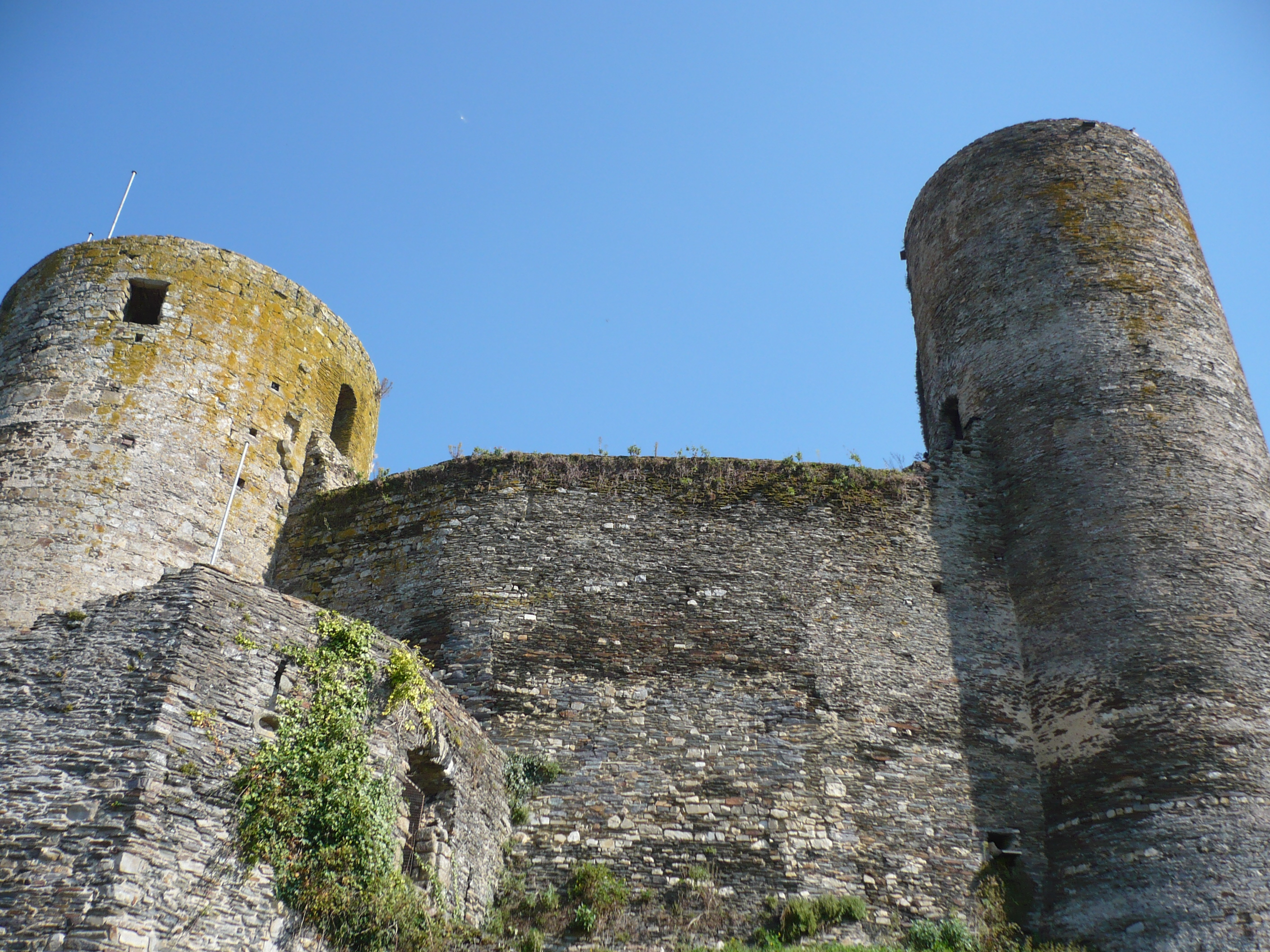
Куртина

Куртина (итал. cortina — завеса) — крепостная стена; средняя часть крепостного бастионного фронта, соединяющая фланки смежных бастионов. Куртина обычно являлась объектом атаки осаждающих, которые стремились проделать в ней брешь для штурма. В конце XVI века перед куртиной стали возводить особую постройку — равелин, который прикрывал куртину от огня и затруднял атаку. С этого времени атака стала направляться на бастион.
В более ранние времена куртины возводились значительно выше; с наружной стороны укрепления выкапывали ров и зачастую заполняли его водой.

### Редюит

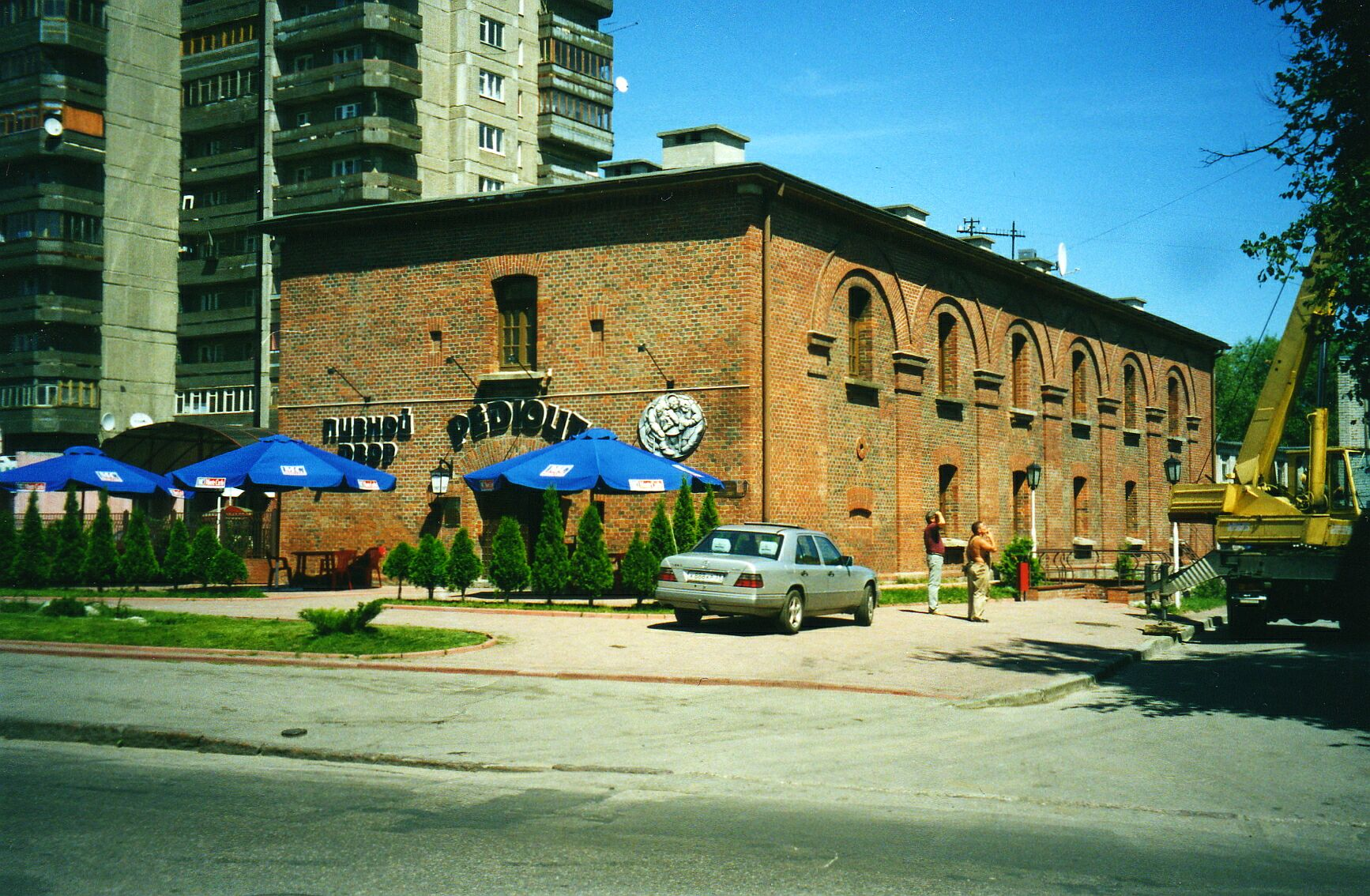
Редюит бастиона Купфертайх, Калининград

Редюит (фр. reduit — убежище) — внутреннее укрепление, устраивавшееся в сомкнутых укреплениях для боя внутри последних и для усиления их внутренней обороны. Первоначальное значение редюита было служить убежищем для гарнизона, атакованного и теснимого со всех сторон. Под редюитом понимается также и всякий укрепленный пункт, расположенный позади главных укреплений и составляющий последний оплот обороны. Так, например, в классической фортификации цитадель является редюитом крепости. В стратегических масштабах Антверпен — мощная крепость Бельгии, расположенная внутри страны, являлась «редюитом Бельгии» после прорыва маасского пограничного пояса крепостей.

### Цитадель

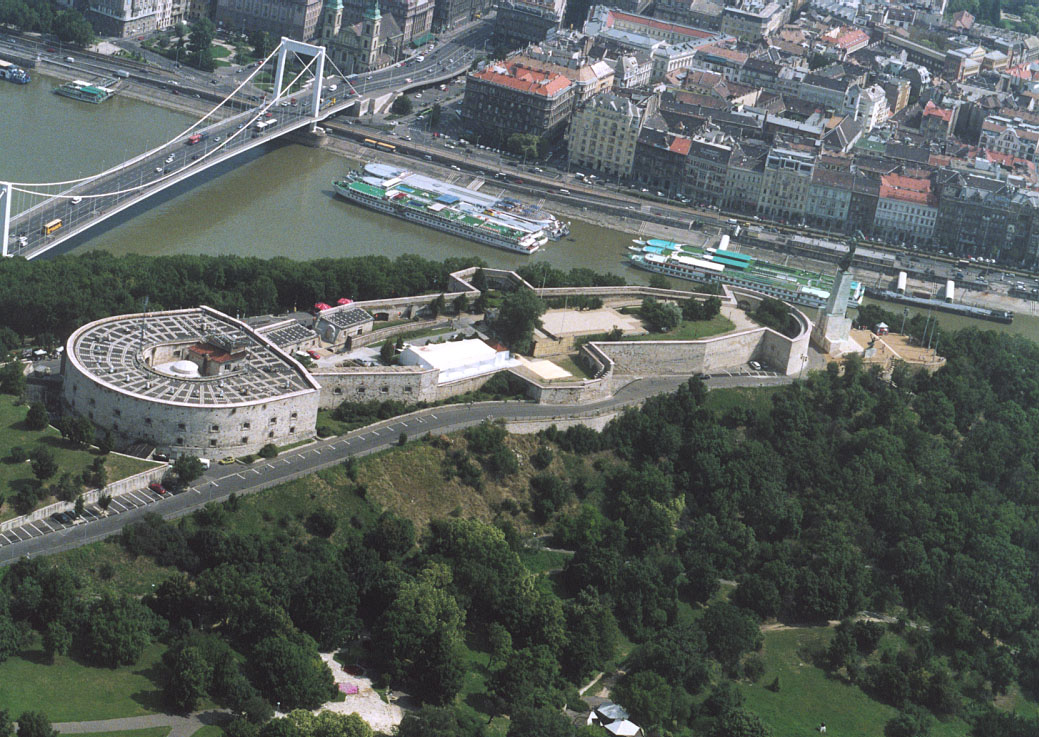
Цитадель в Будапеште

Цитаде́ль (итал. cittadella — небольшой городок) — внутреннее укрепление крепости, имевшее самостоятельную оборону, являвшееся общим редюитом крепости и служившее последним опорным пунктом для гарнизона крепости в случае падения основных её укреплений. Цитадель должна быть достаточно обширной, чтобы весь оставшийся гарнизон мог в ней поместиться, и иметь все необходимые запасы. Термин происходит от латинского слова "civis", означающее "гражданин".